# Douglas BTD
Die Douglas BTD Destroyer war ein Torpedobomber des US-amerikanischen Unternehmens Douglas Aircraft Company, der 1941 bis 1944 für die United States Navy entwickelt, aber nicht in Dienst gestellt wurde.

## Entwicklung
Die United States Navy bestellte am 20. Juni 1941 bei der Douglas Aircraft Company zwei Prototypen eines zweisitzigen Aufklärungsbombers, der sowohl die gerade in Dienst gestellte Douglas SBD Dauntless als auch das noch in der Entwicklung befindliche Nachfolgemodell Curtiss SB2C Helldiver ersetzen sollte. Das Konstruktionsteam von Douglas‘ Chefkonstrukteur Ed Heinemann entwarf daraufhin die XSB2D-1 Destroyer. Die zweisitzige Maschine sollte den Wright-R-3350-Doppelsternmotor erhalten sowie geknickte Flügel, um die Bodenfreiheit zu vergrößern. In einem internen Bombenschacht und an Unterflügelstationen sollten 1900 kg an Waffen mitgeführt werden können, zwei ferngesteuerte Drehtürme mit je zwei 12,7-mm-Maschinengewehren dienten zur Selbstverteidigung. Ungewöhnlich war die erstmalige Verwendung eines Bugfahrwerks bei einem Trägerflugzeug.

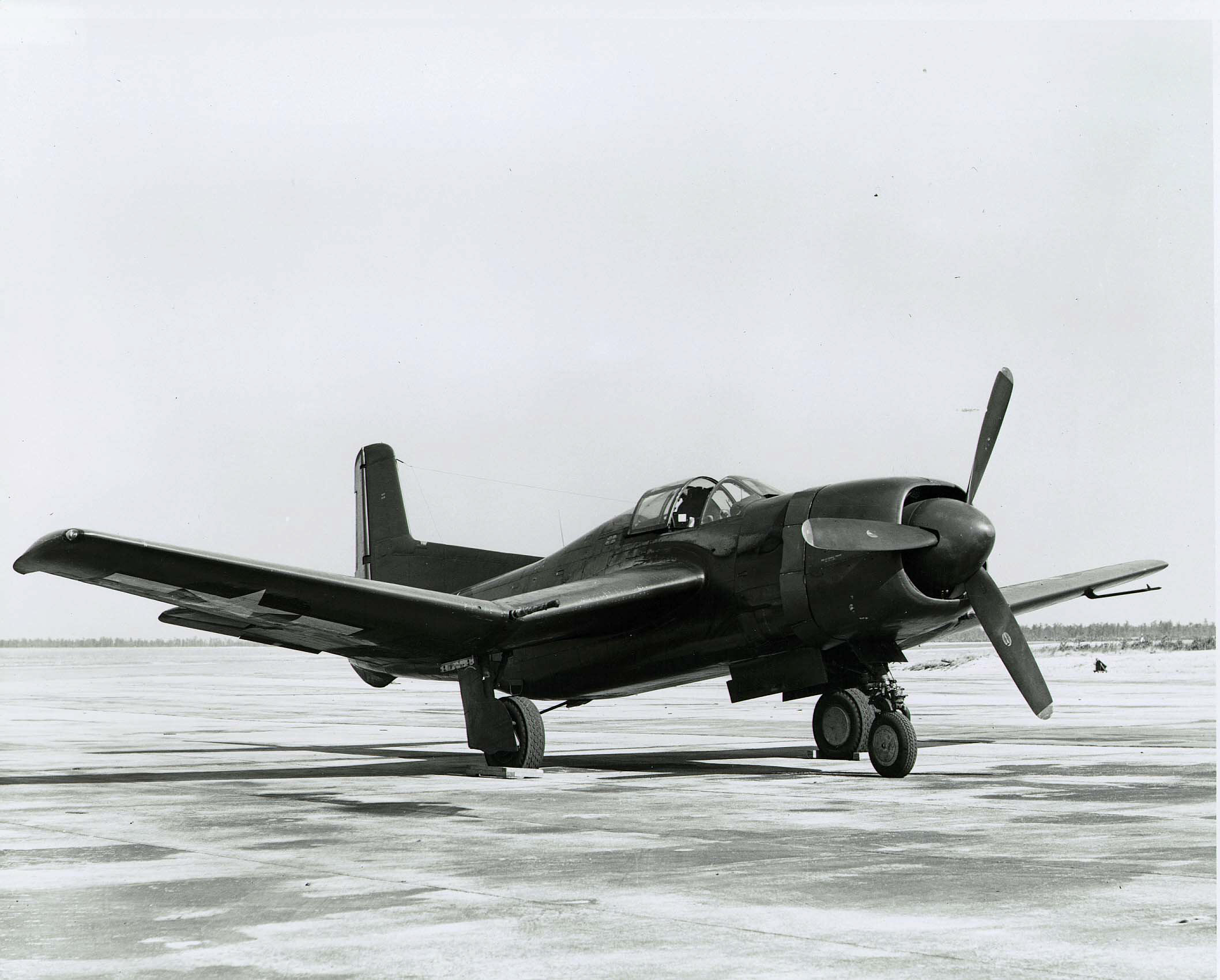
Die einsitzige BTD-1

Der erste Prototyp machte seinen Erstflug am 8. April 1943. Ein Ingenieur merkte jedoch an, dass sich das Flugzeug „wie ein riesiger Hundehaufen“ fliege. Die U.S. Navy bestellte trotzdem 358 SB2D-1, änderte aber die Konfiguration des Flugzeugs hin zu einem Einsitzer ohne Verteidigungsbewaffnung. Aus der zweisitzigen SB2D-1 entwickelte Douglas daraufhin die einsitzige BTD-1 Destroyer, bei welcher auf den Heckschützen und die Drehtürme verzichtet, die Panzerung und der Treibstoffvorrat aber verbessert wurden. Die BTD-1 flog erstmals am 5. März 1944.
Der SB2D-Auftrag ging auf die BTD über und das erste Serienflugzeug lief im Juni 1944 vom Band. Gegen Ende des Zweiten Weltkrieges waren jedoch erst 28 Maschinen fertiggestellt. Nach dem Kriegsende wurden Tausende von Flugzeugbestellungen storniert, so auch der BTD-Auftrag. Der Grund dafür lag darin, dass später als reine Einsitzer entworfene Flugzeuge die Forderungen der U.S. Navy erfüllten, wie beispielsweise die Martin AM Mauler. Konkurrenzmodelle wie die Curtiss BTC und die Kaiser-Fleetwings BTK wurden ebenfalls gestrichen. Heinemann war jedoch davon überzeugt, dass er ein besseres Flugzeug entwerfen könne und schuf die AD Skyraider, von der 3180 Maschinen produziert wurden.
Von den SB2D/BTD blieb nur eine Maschine erhalten (BuNo 4959), die derzeit im Wings of Eagles Discovery Center in Elmira (New York) zu sehen ist.

## Versionen
XSB2D-1Zwei zweisitzige Prototypen mit Drehtürmen.
BTD-1Einsitzige Serienversion ohne Abwehrbewaffnung, 28 gebaut, der Bau von 330 weiteren Maschinen wurde gestrichen.
XBTD-2Zwei 1944 fertiggestellte Prototypen mit einem zusätzlichen Westinghouse-WE-19XA-Strahltriebwerk mit 6,7 kN Schub im Heck. Dies verbesserte die Leistungen nur unwesentlich.

## Technische Daten

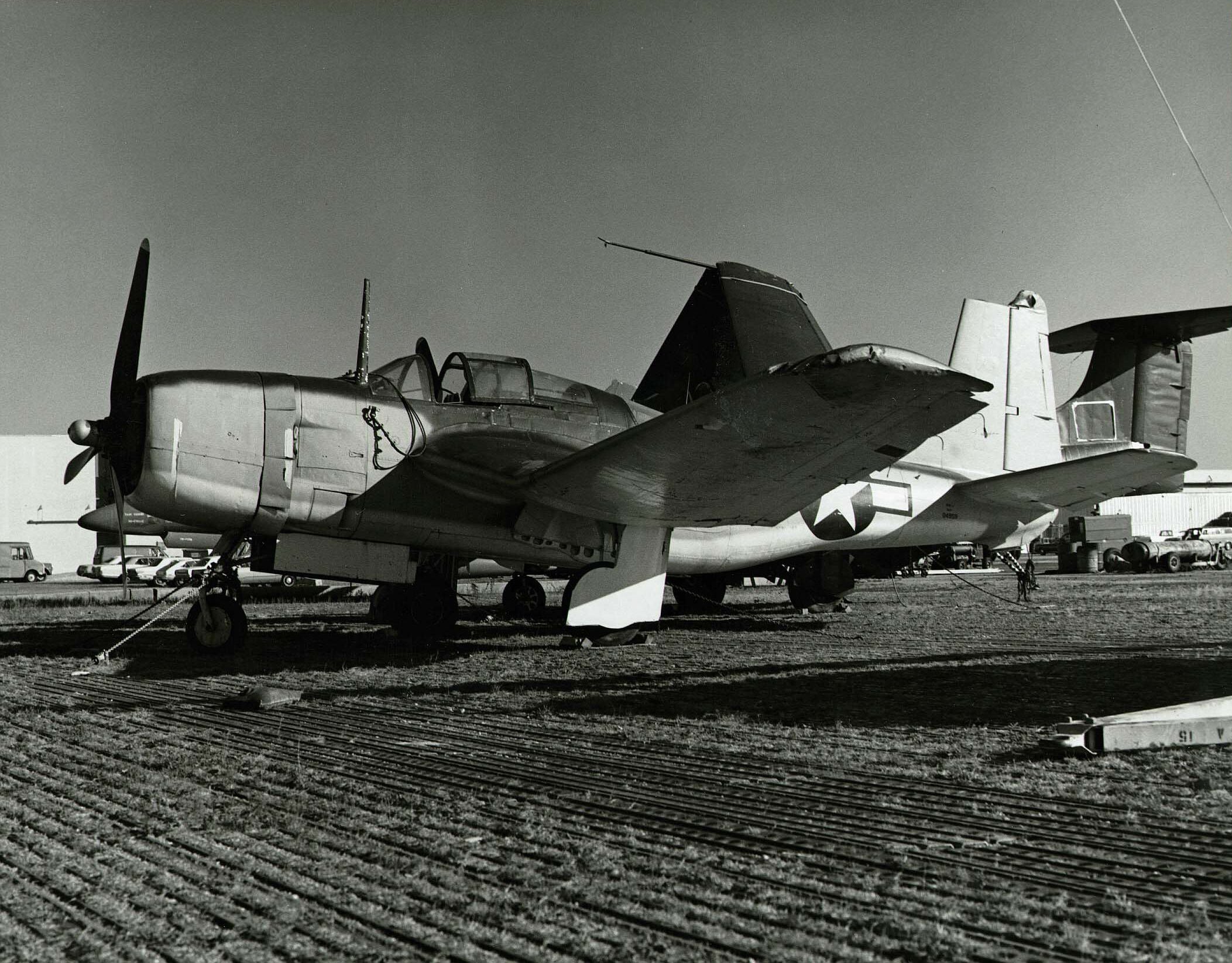
Die einzig erhaltene BTD-1

| Kenngröße             | Daten der BTD-1                                                              |
| --------------------- | ---------------------------------------------------------------------------- |
| Typ                   | einsitziger Jagdbomber                                                       |
| Länge                 | 11,76 m                                                                      |
| Spannweite            | 13,72 m                                                                      |
| Höhe                  | 4,14 m                                                                       |
| Flügelfläche          | 34,65 m²                                                                     |
| Leermasse             | 5244 kg                                                                      |
| max. Startmasse       | 8618 kg                                                                      |
| Höchstgeschwindigkeit | 538 km/h                                                                     |
| Dienstgipfelhöhe      | 7195 m                                                                       |
| Reichweite            | 2382 km                                                                      |
| Antrieb               | ein Doppelsternmotor Wright R-3350-14 Cyclone 18 mit 2.300 PS (ca. 1.690 kW) |

### Bewaffnung
- zwei 20-mm-Kanonen
- bis zu 1.900 kg Waffen